# Castex
Castex je priimek več oseb:
- Françoise Castex, francoska političarka
- Marcel-Sylvain-Alexandre-Nestor Castex, francoski general